# Bourguignon-lès-la-Charité
 Bourguignon-lès-la-Charité  es una población y comuna francesa, situada en la región de Franco Condado, departamento de Alto Saona, en el distrito de Vesoul y cantón de Scey-sur-Saône-et-Saint-Albin.

## Demografía
| 134 | 128 | 119 | 125 | 114 | 126 | 571 |
| Para los censos de 1962 a 1999 la población legal corresponde a la población sin duplicidades (Fuente: INSEE [Consultar]) |     |     |     |     |     |     |